# 콘트라 포스
《콘트라 포스》(Contra Force)는 코나미가 제작한 액션 슈팅 게임이다. 《콘트라》 시리즈 중 《콘트라》, 《슈퍼 콘트라》 이후 패밀리 컴퓨터로 제작된 세 번째 게임으로, 본편 시리즈 캐논에 포함되지 않는 외전 작품이다. 1992년 북미 지역에서만 발매됐으며, 일본에서 《아크 하운드》라는 제목으로 발매될 예정이었으나 취소됐다.

## 개발
《콘트라 포스》는 본래 1991년 일본에서 《아크 하운드》로 발매하려던 게임으로, 《콘트라》 시리즈와 연관이 없는 별개의 작품이었다. 〈패미통〉같은 잡지들에서 발표되고 공식 코나미 책자에서 1991년 10월 출시를 목표로 개발하고 있었으나, 이 초기판 《아크 하운드》는 발매되지 않았다.

## 참조

### 내용주
1. ↑  일본어: アークハウンド, 영어: Arc Hound